# Karoline Jagemann

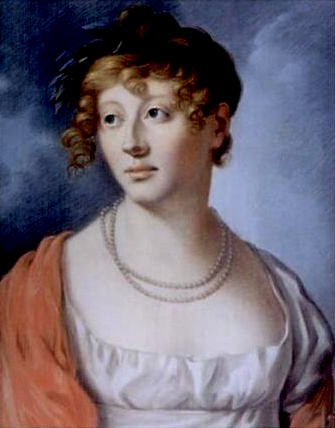
Karoline Jagemann, porträtterad i rollen som Ion 1803 av Jakob Wilhelm Christian Roux.

Karoline Jagemann von Heygendorff (fullständigt namn: Henriette Karoline Friedericke Jagemann von Heygendorff), född 25 januari 1777 i Weimar, död 10 juli 1848 i Dresden, var en firad tysk skådespelare och sångerska. Bland hennes större roller kan nämnas Elizabeth i Maria Stuart (1800) och Beatrice i Die Braut von Messina (1803), båda av Friedrich Schiller. Hon var även mätress åt storhertig Karl August av Sachsen-Weimar som hon fick tre barn med.